# Cosmos (łotewski zespół muzyczny)
Cosmos – łotewski zespół śpiewający a cappella, założony w Rydze w 2002 roku. Od momentu powstania składa się z piosenkarzy: Jānis Šipkēvics, Andris Sējāns (obaj kontratenorzy), Juris Lisenko (tenor), Jānis Ozols (baryton), Jānis Strazdiņš (bas) and Reinis Sējāns (rytm)
Grupa stała się rozpoznawalna w europie, gdy zespół wygrał łotewskie preselekcje Eirodziesma 2006 i tym samym reprezentował Łotwę na Eurowizji w 2006 roku. Zaśpiewali w Atenach piosenkę „I Hear you Heart”. Ostatecznie zajęli 16. miejsce na 24 uczestników, z dorobkiem 30 punktów.

## Dyskografia
- Cosmos (2003)
- Pa un par (2005)
- Тетради любви (2005)
- Ticu un viss (2005)
- Turbulence (2008)